# Amedeo Cattani
Amedeo Cattani (Parma, 17 de abril de 1924 - Parma, 12 de enero de 2013) fue un futbolista profesional italiano que jugaba en la posición de defensa.

## Carrera
Amedeo tuvo un breve paso por el AC Virtus cuando contaba sólo 15 años, debutando entonces profesionalmente. Posteriormente fue traspasado al Pesenti Bologna y un año después hizo su debut con el Parma Football Club.
Portando la equipación del Genoa durante los años cuarenta y cincuenta, después de haber jugado durante 8 campeonatos en la Serie A y en la Serie B, cuenta con un total de 311 apariciones. Posteriormente disputó la temporada 1955-1956 con la equipación del Pro Patria.
En total disputó 250 partidos en la Serie A y 64 presencias en la Serie B.
Falleció el 12 de enero de 2013 en Parma a la edad de 88 años.

## Clubes
| Club                | País   | Año         |
| ------------------- | ------ | ----------- |
| AC Virtus           | Italia | 1939        |
| Pesenti Bologna     | Italia | 1940        |
| Parma Football Club | Italia | 1940 - 1942 |
| Genoa               | Italia | 1942 - 1955 |
| Pro Patria          | Italia | 1955 - 1956 |
| Ravenna Calcio      | Italia | 1956 - 1959 |